# Superbit
 (janvier 2013).
Si vous disposez d'ouvrages ou d'articles de référence ou si vous connaissez des sites web de qualité traitant du thème abordé ici, merci de compléter l'article en donnant les références utiles à sa vérifiabilité et en les liant à la section « Notes et références ».
Superbit désigne une édition de qualité supérieure d'un film sur un support DVD. Ces films Superbit sont proposés par Columbia TriStar Home Video, une filiale de Sony.
L'objectif des éditions Superbit est d'exploiter la capacité totale du DVD en proposant :
- Une qualité d'image supérieure en augmentant le plus possible le débit (bitrate) alloué à la vidéo.
- Une qualité audio est également assurée avec la présence à plein débit du Dolby Digital (448 kb/s) et du DTS 5.1 (754 kb/s).
- Une parfaite compatibilité avec le parc de lecteurs DVD en place.

Cela se faisait généralement en supprimant l'ensemble des bonus sur l'édition originale du DVD

## La fin du Superbit
En janvier 2007, Sony Pictures Home Entertainment a arrêté sa production d'éditions Superbit (les statistiques indiquent que seulement 2 % des ventes du film étaient réalisés avec les éditions Superbit) pour se concentrer sur la promotion du format Blu-Ray.